# 3816 Chugainov
3816 Chugainov (1975 VG9) là một tiểu hành tinh vành đai chính được phát hiện ngày 8 tháng 11 năm 1975 bởi Chernykh, N. ở Nauchnyj.